# Максимова, Матрёна Леонтьевна
Матрёна Леонтьевна Максимова (19 ноября 1914 — 8 марта 2007) — передовик советского сельского хозяйства, Звеньевая свиноводческого совхоза имени IX профсъезда Министерства мясной и молочной промышленности СССР, Малинский район Московской области, Герой Социалистического Труда (1948).

## Биография
Родилась в 1914 году в Рязанской губернии в русской крестьянской семье. После образования в посёлке Малино Московской области большого свиноводческого совхоза, позже наименованного совхозом имени IX съезда профсоюзов, Матрёна Леонтьевна трудоустроилась на работу в полеводческую бригаду. Позже возглавила звено по выращиванию зерновых.
В 1947 году передовое звено Максимовой достигло высоких производственных результатов, сумев получить по 35,2 центнера ржи с каждого из восьми закреплённых за звеном гектара посевных площадей.
За получение высоких урожаев пшеницы и ржи в 1947 году, Указом Президиума Верховного Совета СССР от 24 апреля 1948 года Матрёне Леонтьевне Максимовой было присвоено звание Героя Социалистического Труда с вручением ордена Ленина и золотой медали «Серп и Молот».
В дальнейшем продолжала трудовую деятельность постоянно показывала высокие показатели. В 1949 году была награждена Орденом Трудового Красного Знамени. После реорганизации хозяйства, Максимова продолжила свою трудовую деятельность в совхозе "Красная заря" Ступинского района Московской области.
Проживала в посёлке Малино Ступинского района Московской области. Умерла 8 марта 2007 года.

## Награды
За трудовые успехи удостоена:
- золотая звезда «Серп и Молот» (24.04.1948),
- орден Ленина (24.04.1948),
- Орден Трудового Красного Знамени (11.06.1949),
- другие медали.